# ГЕС Соранг
ГЕС Соранг – гідроелектростанція, що споруджується на півночі Індії у штаті Гімачал-Прадеш. Використовуватиме ресурс із річки Соранг (Sorang Khad), правої притоки Сатледжу, який в свою чергу є лівою притокою Інду.
В межах проекту річку перекрили водозабірною греблею довжиною 57 метрів, яка відводитиме ресурс до прокладеного у правобережному гірському масиві дериваційного тунелю довжиною 1,5 км з перетином 3,2х4 метра. Після вирівнювального резервуару висотою 56 метрів та діаметром 6,5 метра починається напірний водовід довжиною 0,86 км з діаметром 3,3 метра, котрий продовжується напірною шахтою довжиною 0,29 км. У підсумку ресурс надходитиме до підземного машинного залу розмірами 79х17 метрів при висоті 40 метрів, спорудженого вже на правому березі Сатледжу дещо нижче за впадіння Сорангу.
Станцію обладнали двома турбінами типу Пелтон потужністю по 50,9 МВт, які використовуватимуть напір у 666 метрів та забезпечуватимуть виробництво 467 млн кВт-год електроенергії на рік.
Відпрацьована вода по відвідному тунелю довжиною 0,17 км з перетином 4,5х5 метрів транспортуватиметься до Сатледжу.
Видача продукції відбуватиметься по ЛЕП, розрахованій на роботу під напругою 400 кВ.
Станцію планувалось ввести в експлуатацію ще у 2014 році, проте в 2013-му виявили протікання у напірному водоводі, яке усунули навесні 2015-го. А в листопаді того ж року під час тестових випробувань другого гідроагрегату стався розрив водоводу, що призвело до загибелі чи зникнення сімох осіб і відтермінувало запуск об'єкта.